# Горс-Кейв (Кентуккі)
Горс-Кейв (англ. Horse Cave) — місто (англ. city) в США, в окрузі Гарт штату Кентуккі. Населення — 2212 особи (2020).

## Географія
Горс-Кейв розташований за координатами 37°10′19″ пн. ш. 85°54′45″ зх. д. / 37.17194° пн. ш. 85.91250° зх. д. (37.171903, -85.912583).  За даними Бюро перепису населення США в 2010 році місто мало площу 6,93 км², з яких 6,88 км² — суходіл та 0,05 км² — водойми. В 2017 році площа становила 7,77 км², з яких 7,71 км² — суходіл та 0,06 км² — водойми.

## Демографія
Згідно з переписом 2010 року, у місті мешкало 2311 особа в 984 домогосподарствах у складі 583 родин. Густота населення становила 334 особи/км².  Було 1093 помешкання (158/км²).
Расовий склад населення:
| - 83,7 % — білих - 13,7 % — чорних або афроамериканців - 0,3 % — корінних американців - 0,2 % — азіатів |

До двох чи більше рас належало 1,7 %. Частка іспаномовних становила 1,2 % від усіх жителів.
За віковим діапазоном населення розподілялося таким чином: 23,5 % — особи молодші 18 років, 56,9 % — особи у віці 18—64 років, 19,6 % — особи у віці 65 років та старші. Медіана віку мешканця становила 40,7 року. На 100 осіб жіночої статі у місті припадало 82,4 чоловіків;  на 100 жінок у віці від 18 років та старших — 76,7 чоловіків також старших 18 років.
Середній дохід на одне домашнє господарство  становив 33 963 долари США (медіана — 24 167), а середній дохід на одну сім'ю — 40 517 доларів (медіана — 32 107). Медіана доходів становила 28 558 доларів для чоловіків та 22 104 долари для жінок. За межею бідності перебувало 30,5 % осіб, у тому числі 39,7 % дітей у віці до 18 років та 26,4 % осіб у віці 65 років та старших.
Цивільне працевлаштоване населення становило 826 осіб. Основні галузі зайнятості: виробництво — 23,7 %, освіта, охорона здоров'я та соціальна допомога — 20,5 %, мистецтво, розваги та відпочинок — 16,9 %.